# Lucie Lundberg
Lucie Lundberg (* 25. Mai 1908 in Riga; † 13. Mai 1983) war eine schwedische Kinderbuchillustratorin, die vor allem für ihre Illustrationen für die ersten „Petter-Schwanzlos“-Bücher bekannt war.

## Leben
Sie wurde in Riga in eine deutsche Familie hineingeboren und erhielt ihre künstlerische Ausbildung nach dem Ersten Weltkrieg in Berlin. Nach ihrer Heirat im Jahr 1936 ließ sie sich in Stockholm nieder. Sie wurde die regelmäßige Illustratorin für die Kinderbücher von Gösta Knutsson.

## Schaffen
Neben „Pelle Svanslös“ illustrierte sie auch Buchreihen wie „Kvirre und Hoppla“, „Lachen-Maja“ und die Bildergeschichten „Elvira, die Schlüsselmagd“. Zwischen 1942 und 1946 zeichnete sie die Comicserie „Trisse und Trisselina“ in Folkskolans Kinderzeitung.
1993 wurden Asteroiden nach Pelle Svanslös, Måns, Bill & Bull, Laban und Gammelmaja benannt, alles Figuren aus Gösta Knutssons Romanen.

## Werke
- Kvirre och Hoppsan i Gränslösa: berättelse för barn. 1956.
- Kvirre och Hoppsan på sagoön: Berättelse för barn. 1960.
- Hur ska det gå for Pelle Svanslös? 1977.
- Alla tiders Pelle Svanslös! 1988.
- Pelle Svanslös på nya äventyr. 1996.
- Pelle Svanslös klarar sig. 1996.